# 47. vestlige længdekreds
Den 47. vestlige længdekreds (eller 47 grader vestlig længde) er en længdekreds, der ligger 47 grader vest for nulmeridianen. Den løber gennem Ishavet, Grønland, Atlanterhavet, Sydamerika, det Sydlige Ishav og Antarktis.